# ذجدة (إب)

تعديل مصدري - تعديل

ذجدة محلة تابعة لقرية النجد، التابعة لعزلة بني مدسم بمديرية إب إحدى مديريات محافظة إب في الجمهورية اليمنية.، بلغ تعداد سكانها 25 حسب تعداد اليمن لعام 2004.